# Рудоконтролююча структура
Рудоконтролююча структура (рос. рудоконтролирующая структура; англ. ore-tectonic fold or rupture, featuring the mineralization structure; нім. Erzkontrollestruktur f) — тектонічна розривна або складчаста (частіше антиклінальна) структура, в межах якої відбувалися процеси рудоутворення. Характеризується розвитком розгалуженої мережі тріщин, які є каналами циркуляції розчинів рудоносних.